# Манастир Ком
Манастир Ком је мушки манастир Српске православне цркве у Црној Гори. Задужбина је Ђурђа и Алексе (око 1427. године). На свом путу од Превлаке до Цетиња, столица зетских митрополита је једно вријеме боравила на Кому. У њему је замонашен и произведен у архимандрита Петар II Петровић Његош.
Старешина манастира је јеромонах отац Филип (Кликовац), са братством на челу од  1. августа 2011. године.

## Историја
Манастир Ком је задужбина Ђурђа и Алексе. Црква на Кому је посвећена Успењу Пресвете Богородице. Не постоји историјски извор о подизању цркве, али се претпоставља да је сазидана између 1415. и 1427. године. Једно кратко време на Кому је било и седиште Зетске митрополије, која је, после напуштања манастира Св. Арханђела Михаила на Превлаци, преко Пречисте Крајнске и Св. Николе на Врањини дошла на Ком.
Ком речито говори о све тежим политичким приликама Црне Горе у доба Црнојевића. Турци су се полако приближавали, мучно балансирање између Отоманске империје и Венеције, као и борба за самосталност, натерали су Црнојевиће да и своје манастире заогрну дискрецијом и неприступачношћу. Читав комплекс манастира добио је веома рано изглед утврђења. Сама зграда конака подигнута је на западној страни острва, стратегијски добро лоцирана на стени, одакле се имао поглед на све оне који су се, у доброј или злој намери, приближавали Кому. Манастир је био опасан заштитним зидом и имао је две капије. У доба активног живота, манастир Ком је био веома богат, јер плодно земљиште, које данас плави Језеро, налазило се под виноградима, усевима и пашњацима. Поред цркве, остаци манастирских конака су сведочили о животу монаха који су се бринули о црквеним добрима.
Ком је такође прихватио и традицију гробних цркава. О томе сведочи један докуменат из 1444. године у којем се Којичин Црнојевић жали млетачким властима у Скадру и Котору и моли да се поврате сва одузета добра манастирима и црквама у Зетском језеру које су подигли његови стари и други зетски господари и у којима се сви они сахрањују.Манастир није дуго интензивно живео, јер су падом Жабљака 1478. године Турци били у непосредном суседству, тако да већ 1485. године Иван Црнојевић, у повељи о оснивању Цетињског манастира прилаже Св Богородици на Цетињу, сва имања која су некада припадала цркви на Кому. Ипак, то није било и дефинитивно напуштање манастира; око 1520. године манастир је опет активан, да би током XVII и XVIII века манастир скоро запустео. Једино храм – црква наставља да живи, посећују је, отварају.
Манастирска црква је једноставна једнобродна грађевина која је средином XV века добила бочне параклисе и пространи дрвени трем који их обухвата. Живописана је у два маха, први пут око 1470. године а потом осамдесетих година XVI века. Једина је од цркава на Скадарском језеру која има сачуване фреске.
Средином прошлог века у њој је обновљена служба на дан Успења Пресвете Богородице, када су се на Кому окупљали Цеклињани. Одржавали су је у грађевинском и богослужбеном смислу свештена лица, монаси суседних манастира и народ. Још има старијег света из околних села који се сећа великих народних зборова на Кому. Поштујући традицију Зетске митрополије и славне прошлости Црнојевића, млади Његош је на Кому рукопроизведен од стране призренског митрополита за архимандрита у зиму 1831. године.

## Садашњост
Осамдесетих година XX века извршени су делимично истраживачки радови, санација објеката и конзервација фресака. Доласком јеромонаха Давида (Мишељића) и монаха Хризостома (Нешића) 1998. године на Ком, с благословом митрополита Црногорско – приморског г.г. Амфилохија (Радовића), започела је обнова манастира Ком и духовног живота у њему. Први настојатељ манастира Ком био је јеромонах Давид (Мишељић) који због тешке болести већ 1999. године прелази у Јован до, скит Св. Јована Крститеља – метох манастира Острога, где се данас налази његов гроб. Јеромонах Давид представио се Господу 2004. године у болници у Немачкој после дужег лечења. Од 1999. године монах, садашњи игуман, отац Хризостом (Нешић) уз помоћ Божију, милошћу Пресвете Мајке Божије којој је манастир и посвећен, својим трудом и помоћу благоверног народа обнавља и подиже део по део те велике светиње.